# 梁書
『梁書』（りょうしょ）は、中国南朝の梁（502年から557年）の歴史を記した歴史書。56巻。629年（貞観3年）に、陳の姚察の遺志を継いで、その息子の姚思廉が成立させた。

## 概要
同時期に完成した『晋書』などの官撰の正史とは趣きを異に、司馬氏父子の『史記』などに通ずる私撰の史書としての意味合いを持っている。
本紀6巻・列伝50巻で構成されており、南朝梁から陳にかけて編纂された『梁史』も参照にされている。
後世の評価では、概ね公正で体裁も整った良史とされるが、列伝の立伝方針や編纂順序等に難ありとの評価もある。また、引用文以外の文章は当時全盛の駢儷文を採用せず、古文を用いて叙述している点にも特徴がある。
巻五十四 列伝第四十八 諸夷には、倭国を含め、当時の東・東南・西・中央・南アジア諸国について記載がある。倭伝では、倭王武が大将軍に除正されたことなどが記されている。

## 内容

### 本紀
1. 本紀第一 - 武帝上
2. 本紀第二 - 武帝中
3. 本紀第三 - 武帝下
4. 本紀第四 - 簡文帝
5. 本紀第五 - 元帝
6. 本紀第六 - 敬帝

### 列伝
1. 列伝第一 皇后 - 太祖張皇后・高祖郗皇后・太宗王皇后・高祖丁貴嬪・高祖阮修容・世祖徐妃
2. 列伝第二 - 昭明太子・哀太子・愍懐太子
3. 列伝第三 - 王茂・曹景宗・柳慶遠
4. 列伝第四 - 蕭穎達・夏侯詳・蔡道恭・楊公則・鄧元起
5. 列伝第五 - 張弘策・庾域・鄭紹叔・呂僧珍
6. 列伝第六 - 柳惔・柳忱・席闡文・韋叡・韋愛
7. 列伝第七 - 范雲・沈約・沈旋
8. 列伝第八 - 江淹・任昉
9. 列伝第九 - 謝朏・謝覧
10. 列伝第十 - 王亮・張稷・王瑩
11. 列伝第十一 - 王珍国・馬仙琕・張斉
12. 列伝第十二 - 張恵紹・馮道根・康絢・昌義之
13. 列伝第十三 - 宗夬・劉坦・楽藹
14. 列伝第十四 - 劉季連・陳伯之
15. 列伝第十五 - 王瞻・王志・王峻・王暕・王泰・王份・王琳・王錫・王僉・張充・柳惲・蔡撙・江蒨
16. 列伝第十六 太祖五王 - 臨川王宏・安成王秀・南平王偉・鄱陽王恢・始興王憺
17. 列伝第十七 - 長沙嗣王業・永陽嗣王伯游・衡陽嗣王元簡・桂陽嗣王象
18. 列伝第十八 - 蕭景・蕭昌・蕭昂・蕭昱
19. 列伝第十九 - 周捨・徐勉
20. 列伝第二十 - 范岫・傅昭・傅映・蕭琛・陸杲
21. 列伝第二十一 - 陸倕・到洽・明山賓・殷鈞・陸襄
22. 列伝第二十二 - 裴邃・夏侯亶・韋放
23. 列伝第二十三 高祖三王 - 南康王績・廬陵威王続・邵陵携王綸
24. 列伝第二十四 - 裴子野・顧協・徐摛・鮑泉
25. 列伝第二十五 - 袁昂・袁君正
26. 列伝第二十六 - 陳慶之・蘭欽
27. 列伝第二十七 - 王僧孺・張率・劉孝綽・王筠
28. 列伝第二十八 - 張緬・張纘・張綰
29. 列伝第二十九 - 蕭子恪・蕭子範・蕭子顕・蕭子雲
30. 列伝第三十 - 孔休源・江革
31. 列伝第三十一 - 謝挙・何敬容
32. 列伝第三十二 - 朱异・賀琛
33. 列伝第三十三 - 元法僧・元樹・元願達・王神念・楊華・羊侃・羊鵾・羊鴉仁
34. 列伝第三十四 - 司馬褧・到漑・劉顕・劉之遴・許懋
35. 列伝第三十五 - 王規・劉瑴・宗懍・王承・褚翔・蕭介・褚球・劉孺・劉潜・殷芸・蕭幾
36. 列伝第三十六 - 臧盾・傅岐
37. 列伝第三十七 - 韋粲・江子一・張嵊・沈浚・柳敬礼
38. 列伝第三十八 太宗十一王・世祖二子 - 尋陽王大心・南海王大臨・南郡王大連・安陸王大春・忠壮世子方等・貞恵世子方諸
39. 列伝第三十九 - 王僧弁
40. 列伝第四十 - 胡僧祐・徐文盛・杜崱・陰子春
41. 列伝第四十一 孝行 - 滕曇恭・沈崇傃・荀匠・庾黔婁・吉翂・甄恬・韓懐明・劉曇浄・何炯・庾沙弥・江紑・劉霽・褚脩・謝藺
42. 列伝第四十二 儒林 - 伏曼容・何佟之・范縝・厳植之・賀瑒・司馬筠・卞華・崔霊恩・孔僉・盧広・沈峻・孔子祛・皇侃
43. 列伝第四十三 文学上 - 到沆・丘遅・劉苞・袁峻・庾於陵・劉昭・何遜・鍾嶸・周興嗣・呉均
44. 列伝第四十四 文学下 - 劉峻・劉沼・謝幾卿・劉勰・王籍・何思澄・劉杳・謝徴・臧厳・伏挺・庾仲容・陸雲公・任孝恭・顔協
45. 列伝第四十五 処士 - 何点・何胤・阮孝緒・陶弘景・諸葛璩・沈顗・劉慧斐・范元琰・劉訏・劉歊・庾詵・張孝秀・庾承先
46. 列伝第四十六 止足 - 顧憲之・陶季直・蕭眎素
47. 列伝第四十七 良吏 - 庾蓽・沈瑀・范述曾・丘仲孚・孫謙・伏暅・何遠
48. 列伝第四十八 諸夷 - 林邑国・扶南国・盤盤国・丹丹国・干瑽利国・狼牙修国・婆利国・中天竺国・師子国・高句驪・百済・新羅・倭・文身国・大漢国・扶桑国・河南王国・高昌国・滑国・周古柯国・呵跋檀国・胡蜜丹国・白題国・亀茲・于闐・渇盤陁国・末国・波斯国・宕昌国・鄧至国・武興国・芮芮国
49. 列伝第四十九 - 豫章王綜・武陵王紀・臨賀王正徳・河東王誉
50. 列伝第五十 - 侯景・王偉

## 梁書諸夷伝
巻五十四 列伝第四十八 諸夷には、倭国を含め、当時の東・東南・西・中央・南アジア諸国について記載がある。各国、歴史的な実在と比定が確認されているもの、未確認のものがある。以下、掲載国とその概要を記す。

### 海南諸国
- 林邑国 - 「林邑國者，本漢日南郡象林縣，古越裳之界也」
- 扶南国
- 盤盤国
- 丹丹国
- 干瑽利国 - 在南海洲上
- 狼牙修国 - 在南海中
- 婆利国 - 在廣州東南海中洲上
- 中天竺国 - 在大月支東南數千里。天竺と同一
- 師子国 - 現在のセイロン島 - 「天竺旁國也」

### 東夷諸戎
- 高句驪
- 百済
- 新羅
- 倭
- 文身国 - 文身國，在倭國東北七千餘里
- 大漢国 - 在文身國東五千餘里
- 扶桑国 - 沙門慧深いわく「扶桑在大漢國東二萬餘里，地在中國之東，其土多扶桑木，故以爲名」

### 西北諸戎
- 河南王国 - 河南王者，其先出自鮮卑慕容氏
- 高昌国
- 滑国 - 滑國者，車師之別種也
- 周古柯国 - 周古柯國，滑旁小國也
- 呵跋檀国 - 呵跋檀國，亦滑旁小國也
- 胡蜜丹国 - 胡蜜丹國，亦滑旁小國也
- 白題国 - 白題國，王姓支名史稽毅，其先蓋匈奴之別種胡也
- 亀茲 - 龜茲者，西域之舊國也
- 于闐 - 于闐國，西域之屬也
- 渇盤陁国 - 渇盤陁國，于闐西小國也。西鄰滑國，南接罽賓國，北連沙勒國。所治在山谷中，城周回十餘里，國有十二城。風俗與于闐相類（タシュクルガン・タジク自治県[3]）
- 末国 - 末國，漢世且末國也。勝兵萬餘戸。北與丁零，東與白題，西與波斯接
- 波斯国 - 波斯國，其先有波斯匿王者，子孫以王父字爲氏，因爲國號
- 宕昌国 - 宕昌國，在河南之東南，益州之西北，隴西之西，羌種也
- 鄧至国 - 鄧至國，居西涼州界，羌別種也。白水羌ともいい、中国の南北朝時代に羌族が建国。現在の四川省九寨溝県
- 武興国 - 武興國，本仇池
- 芮芮国 - 芮芮國，蓋匈奴別種。魏、晋世，匈奴分爲數百千部，各有名號，芮芮其一部也